# Fred Bodsworth
Charles Frederick (Fred) Bodsworth (11 de octubre de 1918 - 15 de septiembre de 2012) fue un escritor canadiense, periodista y naturalista aficionado.
Nacido en Port Burwell, Ontario, Bodsworth, trabajó como periodista del St. Thomas Times-Journal, The Toronto Star, y Maclean's, donde también se desempeñó como editor asistente. De 1964 a 1967, fue presidente de la Federación de Naturalistas de Ontario. Recibió el premio Matt Cohen en 2003 por sus escritos. Murió en el Hospital General de Scarborough en Toronto.